# Igreja de Nossa Senhora dos Prazeres dos Montes Guararapes
A Igreja de Nossa Senhora dos Prazeres dos Montes Guararapes é um templo da Igreja Católica localizado no município de Jaboatão dos Guararapes, na Região Metropolitana do Recife, em Pernambuco, Brasil.
Abriga o maior conjunto de azulejos seiscentistas fora de Portugal, além de imagens barrocas de grande valor histórico e obras de arte dos séculos XVII e XVIII. Guarda ainda os restos mortais de André Vidal de Negreiros e João Fernandes Vieira, heróis das batalhas da Insurreição Pernambucana.
Devido a seu valor histórico, é tombada pela União desde 1938, tendo sido erigida em Monumento Nacional, através de Decreto, em 1948. No Morro dos Guararapes, lugar das célebres batalhas, foi criado pelo Governo Federal o Parque Histórico Nacional dos Guararapes, tombado pela União em 1961.

## História
Foi construída no século XVII, nas sesmarias doadas pelo capitão Alexandre de Moura, proprietário do Engenho Guararapes, ao governador e capitão-mor de Pernambuco, Francisco Barreto de Menezes, em ação de graças pelas duas vitórias alcançadas pelos luso-brasileiros nas batalhas travadas contra os holandeses nos montes Guararapes, nos dias 18 de abril de 1648 e 19 de abril de 1649.

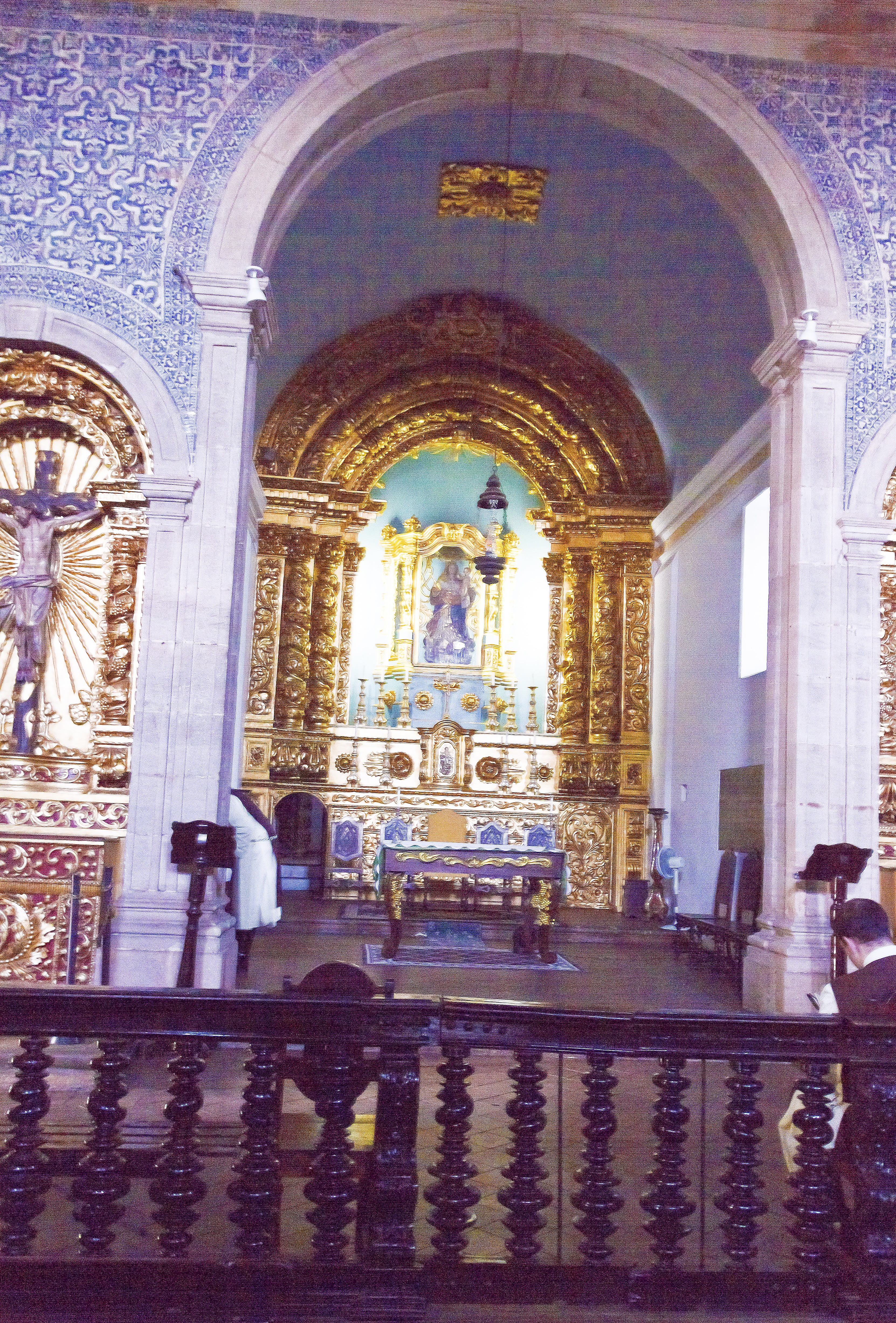
Interior do templo.

Entre os anos de 1676 e 1680, seguindo um projeto do frei Macário de São João, o prédio da igreja se tornava bem maior, com a edificação de uma nave mais larga e de uma sacristia. As obras referentes à capela-mor, aos altares laterais e ao arco-cruzeiro foram concluídas em 1720. Os pesquisadores consideram o frontispício como um trabalho do arquiteto Francisco Nunes Soares, no ano de 1795. Esse detalhe arquitetônico encontra-se emoldurado por dois campanários, sobre um pórtico de três arcadas.
Cabe ressaltar que a fachada da igreja abriga uma grande quantidade de pedras dos arrecifes, sendo recoberta por azulejos brancos lusos. O interior do templo também é revestido por azulejos. Na nave central, há uma pintura em madeira, representando a Virgem dos Prazeres; e, no altar-mor, pode-se apreciar uma imagem de Nossa Senhora dos Prazeres ladeada por colunas entalhadas em cedro.
Estão presentes na sacristia quatro painéis - Visita dos Reis Magos, Nascimento de Jesus, Circuncisão do Menino Deus, Isabel e Zacarias e uma criança a ser banhada - um antigo mobiliário em jacarandá, de 1748, e duas imagens do Bom Jesus dos Passos e de Nossa Senhora das Dores. Em uma das paredes da capela-mor, estão enterrados os restos mortais de João Fernandes Vieira e de André Vidal de Negreiros, alguns dos combatentes da Batalha dos Montes Guararapes.
Em um pequeno mosteiro, ao lado da igreja, é possível se observar um ex-voto de 1676, pintado em óleo sobre madeira, e uma antiga imagem de Nossa Senhora dos Prazeres, com 50 cm de altura.Após a derrota dos holandeses, a população passou a comemorar, durante oito dias, a Festa de Nossa Senhora das Vitórias, também conhecida como Nossa Senhora dos Prazeres. Neste sentido, o primeiro dia da festa era dedicado à Nossa Senhora do Rosário; o segundo, à Nossa Senhora dos Prazeres; o terceiro, à Senhora Santana; o quarto, a São Gonçalo; o quinto, ao Bom Jesus de Bouças; o sexto, à Nossa Senhora da Soledade; o sétimo, à Nossa Senhora da Conceição; e, o oitavo, ao deus Baco. A Festa de Nossa Senhora dos Prazeres continua sendo comemorada, atualmente, ainda que sem o fervor religioso do passado.
Em 1965, depois que o Estado pagou uma indenização aos monges beneditinos de Olinda, deu-se início a um processo de desapropriação dos Montes Guararapes - e, portanto, da Igreja de Nossa Senhora dos Prazeres dos Montes Guararapes. Em 19 de abril de 1971, por sua vez, mediante o Decreto Federal nº 68.527, todo esse valioso patrimônio cultural se tornava um Monumento Nacional, passando a se chamar, então, de Parque Histórico Nacional dos Montes Guararapes.